# Fairchild Republic A-10 Thunderbolt II
Fairchild Republic A-10 Thunderbolt II (strela II) je dvomotorno reaktivno vojaško letalo ameriškega proizvajalca Fairchild Industries, razvito v zgodnjih sedemdesetih letih 20. stoletja. Njegova glavna vloga je neposredna zračna podpora kopenskim silam in je edino letalo Vojnega letalstva ZDA, ki je bilo zasnovano izključno za napade na oklepna bojna vozila ter druge kopenske cilje ob omejeni zračni obrambi. Uradno ime izhaja iz imena bojnega letala 2. svetovne vojne Republic P-47 Thunderbolt, ki je bilo posebej učinkovito v vlogi jurišnika. Letalo je zaradi ne ravno elegantnega videza znano tudi po vzdevkih warthog (svinja bradavičarka) oz. hog (merjasec).  
Celotno letalo je bilo zasnovano okrog 30-milimetrskega rotirajočega topa GAU-8 Avenger, ki je njegovo glavno orožje in najtežji tovrsten avtomatski top, vgrajen v katerikoli zrakoplov. Druga posebnost letala je izjemno robustna konstrukcija za zaščito pred ognjem s tal, ki omogoča nadaljevanje leta kljub obsežnejšim poškodbam, med drugim je okoli pilotske kabine in ključnih sistemov vgrajenih za več kot pol tone oklepnih plošč.
Edina izdelana izvedenka je enosedežnik A-10A, le en primerek je bil kasneje predelan v dvosedežnika A-10B. Med letoma 2005 in 2011 so letala nadgradili v konfiguracijo A-10C. Njegova drugotna vloga je usmerjanje zračne podpore - označevanje kopenskih ciljev za napade z drugimi letali. Warthogi, uporabljeni v ta namen, imajo oznako OA-10. Trenutno je v teku počasno zmanjševanje bojne flote teh letal, vendar zaradi svoje učinkovitosti in zanesljivosti ostajajo v operativni uporabi že četrto desetletje po uvedbi.

## Razvoj

### Ozadje
Razvoj so spodbudile kritike na račun Vojnega letalstva ZDA, da ne jemlje resno zračne podpore. V vietnamski vojni je bilo veliko jurišnikov sestreljenih z ognjem malokalibrskega orožja, izstrelki zemlja-zrak in protiletalskim ognjem na nizkih višinah, kar je izpostavilo potrebo po letalu, ki bi bilo sposobno prestati tak ogenj. Poleg tega helikopterji UH-1 Iroquois in AH-1 Cobra, ki so imeli takrat vlogo neposredne zračne podpore, niso bili učinkoviti proti oklepnikom, saj so nosili samo protipehotne strojnice in nevodljive rakete, namenjene neoklepljenim tarčam. Tudi hitri reaktivci, kot so F-100 Super Sabre, F-105 Thunderchief in F-4 Phantom II, se niso izkazali v tej vlogi, saj piloti zaradi velike hitrosti niso mogli natančno ciljati in krožiti nad bojnim območjem. Zato je imel glavno vlogo neposredne zračne podpore zanesljivi, a zastareli jurišnik iz obdobja korejske vojne A-1 Skyraider.

### Program A-X
Leta 1966 je USAF ustanovila programsko pisarno Attack Experimental (A-X) in 6. marca 1967 poslala 21 pogodbenim orožarskim podjetjem poizvedbo o zmogljivostih. Cilj je bil ustvariti študijo nizkocenovnega jurišnika. Leta 1969 je sekretar Vojnega letalstva zaprosil oblikovalca Pierra Spreyja, naj napiše natančne specifikacije predlaganega projekta. Njegov začetni doprinos je bil prikrit zaradi njegove predhodne vpletenosti v kontroverzni program F-X. Sprey je stopil v stik s piloti letala A-1 Skyraider, ki so služili v Vietnamu, in analiziral letala, takrat v uporabi v tej vlogi. Prišel je do zaključka, da bi moralo imeti idealno letalo dolg zadrževalni čas, dobro okretnost pri nizkih hitrostih, mogočen top in izjemno sposobnost preživetja. Povedano drugače, združevati bi moralo najboljše lastnosti letal Iljušin Il-2, Henschel Hs 129 in A-1 Skyraider, poleg tega pa bi moral primerek stati manj kot 3 milijone USD. Sodelavcem programa je Sprey naročil, naj preberejo biografijo letalskega asa iz druge svetovne vojne Hansa-Ulricha Rudla za navdih. Projekt je predstavljal prvo letalo Vojnega letalstva, načrtovano izključno za neposredno zračno podporo.
Maja 1970 je USAF izdala predelan in mnogo natančnejši zahtevek za ponudbe za letalo. V tem obdobju so poveljniki spoznali, da se krepi grožnja sovjetskih oklepnih sil na vietnamskem bojišču, hkrati pa so uvideli potrebo po ofenzivnem delovanju v vsakem vremenu. V specifikacijah je bila zdaj zahteva, da mora biti letalo posebej načrtovano za opremljanje s 30-mm topom. Druge zahteve so bile še najvišja hitrost 740 km/h (400 vozlov), vzletna razdalja 1.200 m, 7300 kg zunanje nosilnosti, 460-kilometrski bojni radij in cena 1,4 milijona USD na primerek.
Istočasno je izšel ločen zahtevek za ponudbe za A-X-ov 30-milimetrski top, z zahtevo po visoki hitrosti streljanja (4.000 nabojev na minuto) in visoki izstopni hitrosti. Od šestih podjetij, ki so poslala ponudbe za letalo, je USAF izbrala Northrop in Fairchild Republic za izdelavo prototipov z oznakama YA-9A in YA-10A, podjetji General Electric in Philco-Ford sta pa dobili nalogo gradnje in preskusa prototipa topa GAU-8.
Prvi YA-10A je bil zgrajen v kraju Hagerstown (Maryland), krstni polet je izvedel 10. maja 1972. Po preskusu in primerjalnem testu proti YA-9A je Vojno letalstvo 18. januarja 1973 oznanilo, da dobi pogodbo za proizvodnjo podjetje Fairchild-Republic, podjetje General Electric pa je bilo junija tega leta izbrano za proizvodnjo topa GAU-8. Da bi dokazali potrebo po nakupu novega jurišnika, so YA-10 preskusili tudi ob boku letala Ling-Temco-Vought A-7D Corsair II, glavnega dotedanjega jurišnika Vojnega letalstva ZDA. Prvi serijski primerek A-10 je poletel oktobra 1975, dobava vojski pa se je pričela marca naslednje leto. Skupno je bilo zgrajenih 715 letal, zadnji primerek je bil dobavljen leta 1984.
En warthog je bil predelan v dvosedežno različico A-10 N/AW (Night/Adverse Weather - »letenje ponoči/v slabem vremenu«). N/AW je bil predelan preskusni A-10, imel je dodaten sedež za oficirja, odgovornega za elektronske protiukrepe, navigacijo in označevanje ciljev. Podjetje Fairchild ga je ponudilo vojski, vendar ne USAF, ne morebitni kupci iz tujine niso pokazali zanimanja. USAF je leta 1981 naročila dvosedežno trenažno različico, vendar je ameriški Kongres ukinil financiranje, zato ni bil izdelan noben primerek. Edini dvosedežni primerek A-10 se zdaj nahaja v letalskem muzeju v sklopu oporišča Edwards Air Force Base.

## Konstrukcija in lastnosti
A-10 je okreten pri nizkih višinah in hitrostih zaradi velike površine kril, njihove vitkosti in velikih zakrilc. Vitka krila omogočajo tudi kratko vzletno in pristajalno razdaljo, kar omogoča delovanje s slabše urejenih letališč blizu frontnih linij. Letalo se lahko dlje časa zadržuje nad bojnim poljem in operira na višinah pod 300 m pri vidljivosti 2,4 km. Običajno leti z razmeroma nizko hitrostjo 560 km/h (300 vozlov), zaradi česar je mnogo učinkovitejše od hitrejših lovskih bombnikov, ki imajo pogosto težave z majhnimi ali premičnimi cilji.
Sprednji rob krila je prekrit s satastimi kovinskimi ploščami, kar povečuje trdnost ob minimalnem povečanju teže. Podobne plošče prekrivajo tudi krmilne površine. Oporne gredi so neločljiv del plošč, ki tvorijo ostalo zunanjo površino, sodeč po izkušnjah v boju je tak tip plošč odpornejši na poškodbe. Ker ne nosijo teže, jih je možno zamenjati kar na terenu, po potrebi tudi s provizoričnimi materiali. Krilca so blizu konca kril in imajo še dve posebnosti, ki povečujeta okretnost: so večja kot običajno in obsegajo skoraj polovico razpona kril, poleg tega pa so razcepljena (t. i. deceleroni).
A-10 je zasnovan za vzdrževanje, oboroževanje in dotakanje goriva z minimalno količino opreme, tudi mnoga popravila je možno izvajati na terenu. Prav tako so (kar je sicer nenavadno) številni deli izmenljivi med levo in desno stranjo, vključno z motorji, pristajalnimi kolesi in navpičnimi stabilizatorji. Robustna pristajalna kolesa in ravna krila omogočajo delovanje s kratkih in grobih stez tudi pri velikih obtežitvah, zato lahko za vzletanje ter pristajanje uporablja pomožne površine poškodovanih zračnih oporišč in celo ravne odseke avtocest. Opremljen je s parom turboventilatorskih motorjev General Electric TF-34-100/A, ki sta pritrjena na nosilce na zunanjosti trupa, tik nad in za krili. Če motor zaradi zadetka eksplodira, je na ta način trup zaščiten pred poškodbami. Motorja oddajata razmeroma malo infrardečega sevanja, postavitev nad repnimi stabilizatorji pa zakriva izpuh od spodaj, s čimer je zmanjšana zaznavnost za toplotno vodene rakete zemlja-zrak. Obrnjena sta navzgor za 9 º, kar izniči silo zaradi postavitve nad aerodinamičnim težiščem letala.
Sprednje pristajalno kolo je značilno zamaknjeno na desno, zato da je lahko topovska cev vgrajena vzdolž osi letala, saj bi sicer streljanje zaradi močnega odsuna povzročilo zanašanje iz smeri. Posledično pri vožnji po tleh ostreje obrača na desno kot na levo. Glavni pristajalni kolesi v uvlečenem položaju deloma molita iz ležišč in nista pokriti, zaradi česar je manj poškodb pri zasilnem pristanku na trebuhu. Vsa kolesa se izvlačijo proti repu, na ta način lahko ob odpovedi hidravlike pri izvlačenju pomaga zračni upor.

### Oborožitev
A-10 lahko nosi soliden nabor zunanje oborožitve, vendar je njegovo glavno orožje vgrajeni 30-milimetrski rotirajoči top GAU-8/A Avenger, eden najmočnejših letalskih topov vseh časov, ki izstreljuje protioklepne granate z osiromašenim uranom. V izvirniku je lahko pilot preklapljal med 2100 in 4200 izstrelki na minuto kasneje pa je bila hitrost streljanja fiksirana na 3900 na minuto. Top ob sprožitvi potrebuje približno pol sekunde, da se zavrti na delovno hitrost. V prvi sekundi tako top izstreli 50 granat, nato pa 65 do 70 na sekundo. Natančen je toliko, da med letom 80 % izstrelkov pristane v krogu premera 12,4 metra na oddaljenosti 1220 m. Optimiziran je za razdaljo do cilja 1.220 m (4.000 ft) pri 30-stopinjskem spustu. Njegov mehanizem je premaknjen rahlo na levo od vzdolžne osi, cev pa je poravnana z osjo. Boben za strelivo meri 1,8 m v dolžino in lahko nosi 1350 granat, običajno pa vanj naložijo 1174 granat. Je posebej zaščiten s ploščami oklepa različnih debelin, ki so oblikovane tako, da detonirajo izstrelke. Zadnja plast oklepa okrog samega bobna ga ščiti pred drobci. Povprečen odsun pri streljanju znaša 45 kN, kar je več kot pol celotnega potiska, ki ga generirata warthogova motorja (40,3 kN vsak). Kljub veliki sili pa streljanje pri vodoravnem letu upočasni letalo le malenkostno, saj piloti zaradi pregrevanja streljajo v največ nekajsekundnih rafalih.
Od ostale oborožitve je najpogosteje opremljen z raketami zrak-zemlja AGM-65 Maverick z elektro-optičnim (televizijskim) ali infrardečim vodenjem. Te so uporabne na večjih razdaljah do cilja, kjer je manjše tveganje zaradi protiletalskega ognja. Med zalivsko vojno, ko warthogi še niso imeli infrardečih kamer za nočno gledanje, so piloti improvizirali in ponoči uporabljali kar kamere na raketah. Med ostalo običajno oborožitvijo so še kasetne bombe in nevodljive rakete Hydra 70. A-10 lahko nosi tudi lasersko vodene bombe, vendar jih uporabljajo razmeroma redko. Običajno letijo s kompletom za elektronske protiukrepe ALQ-131 pod enim krilom in raketama zrak-zrak AIM-9 Sidewinder na konicah kril za samoobrambo, vendar se v zračnih bojih ne morejo kosati z lovskimi letali.

### Robustnost
A-10 slovi kot izjemno trpežen, sposoben je prestati neposredne zadetke protioklepnih in visokoeskplozivnih izstrelkov do kalibra 23 mm. Ima rezervni sistem za hidravlično krmiljenje in dodaten mehanski sistem za neposredno ročno krmiljenje, za primer, če odpovesta oba hidravlična sistema. V neposrednem načinu je letalo dovolj upravljivo za vrnitev v oporišče, le povratne sile, ki delujejo na ročice, so večje. Warthog je zasnovan tako, da lahko leti brez enega motorja, polovice repa ali polovice enega krila.
Kokpit in deli krmilnega sistema so obdani s 540 kg oklepnih plošč iz titana, kar znaša skoraj 6 % prazne teže letala. Zaradi svoje razporeditve so dobile vzdevek »kopalna kad« (angleško bathtub). Oklep preizkušeno prenese rafale iz 23-mm topov in posamične zadetke 57-milimetrskih izstrelkov. Titanove plošče so različnih debelin, od 13 do 38 mm, razporejene glede na predvidene trajektorije izstrelkov v boju. Vse notranje površine kadi, ki se neposredno odpirajo proti pilotu, so dodatno prekrite z večplastnim najlonskim ščitom, ki varuje pred okruški. Steklen pokrov kokpita je odporen proti strelom iz malokalibrskega orožja.
Ranljive zaloge goriva so spravljene v rezervoarjih blizu sredine trupa, ločeno od ogrodja. Na ta način morajo izstrelki predreti zunanjo površino letala in še obod rezervoarja preden dosežejo gorivo. Cevi za gorivo so opremljene s samozatesnitveno peno, če pa so poškodbe prehude, se zaprejo ventili do prizadetega dela. Večina komponent sistema za gorivo se nahaja znotraj rezervoarjev, tako da gorivo ne pušča navzven ob mehanskih okvarah. Zunanja in notranja stena rezervoarjev sta prekriti s poliuretansko peno, ki zadržuje odpadke in omeji iztekanje goriva ob morebitni poškodbi. Motorja sta pregrajena s požarnimi pregradami in imata gasilsko opremo. V primeru, da odpovejo vsi štirje glavni rezervoarji, je v rezervnih dovolj goriva za 370 km leta.
A-10 je zasnovan za delovanje s slabše pripravljenih in improviziranih letališč, kjer je velika nevarnost za poškodbe motorjev zaradi smeti. Visoka postavitev njegovih motorjev zmanjšuje nevarnost poškodb zaradi vstopa večjih trdnih predmetov, poleg tega pa omogoča servisiranje letala in opremljanje z orožjem brez zaustavitve, kar skrajša čas med poleti. Tudi nizka postavitev kril olajša servisiranje in opremljanje z orožjem.

### Kasnejše nadgradnje
Skozi leta je bilo letalo deležno več nadgradenj in posodobitev. Od leta 1978 ima laserski sledilnik Pave Penny za hitrejšo in zanesljivejšo identifikacijo lasersko označenih ciljev, od leta 1980 pa sistem za inercijsko navigacijo. Nadgradnja varnostnih sistemov za let pri nizkih višinah in namerilnikov (Low-Altitude Safety and Targeting Enhancement oz. LASTE) je dodala računalniško podprte namerilnike, avtopilota in sistem za opozarjanje na bližino tal. Warthogova elektronika je zdaj združljiva tudi z očali za nočno gledanje. Leta 1999 je bila izvedena nova nadgradnja, tokrat so letala dobila GPS-sprejemnik in večfunkcijski prikazovalnik, sistem LASTE pa je dobil integriran računalniški sistem za nadzor nad letom in streljanjem (IFFCC).
Leta 2005 je bil zagnan projekt Precizni boj (Precision Engagement, PE) nadgradnje celotne flote A-10 z izboljšanim sistemom za nadzor ognja, elektronskimi protiukrepi in sistemom za vodenje pametnih bomb. Tako posodobljena letala imajo novo oznako A-10C. Projekt s predvideno ceno 420 milijonov USD je bil končan julija 2011. Druga večja posodobitev, ki je še v teku, je podaljšanje življenjske dobe, v sklopu katere je med drugim načrtovana zamenjava kril na 242 warthogih, ki naj bi bila končana do leta 2018. 2 milijardi USD vredno pogodbo je dobilo podjetje Boeing, a izvajanje posodobitve ne poteka po načrtih zaradi zakasnitev proizvajalca, finančnih težav in negotove prihodnosti flote A-10. Negotovost ogroža tudi redno posodabljanje programske opreme, ki je ključna za komunikacijo z drugimi enotami, s tem pa za delovanje na sodobnem bojišču.

### Barvna shema in oznake
Ker A-10 med bojnimi nalogami leti nizko nad tlemi pri podzvočni hitrosti, je zanj pomembno, da je nevpadljivo. V desetletijh operativne uporabe je Vojno letalstvo ZDA preskušalo mnogo različnih barvnih shem, med drugim »arašidno shemo« z vzorcem peščene, rumene in sivorjave barve, črno-belo shemo za zimske operacije ter gozdno kamuflažo s svetlo rjavim, zelenim in rjavim vzorcem. Mnogi so imeli naslikan lažen pokrov pilotske kabine v temno sivi barvi na spodnji strani, tik za topom, kar naj bi opazovalcem s tal otežilo določanje višine in smeri leta. Pogosto imajo tudi nosne poslikave, kot so usta morskega psa ali merjaščevi čekani.
V 1980. in zgodnjih 1990. letih je bila najpogostejša barvna shema gozdna kamuflaža, saj so načrtovalci presodili, da predstavljajo največje tveganje za letalo napadi sovražnih lovcev z višine. Po koncu hladne vojne in na podlagi izkušenj iz zalivske vojne pa je postalo jasno, da je grožnja ognja s tal večja, zato so bili warthogi prebarvani v dva odtenka sive, s temnejšim na vrhu in svetlejšim na dnu, kar zmanjšuje vidljivost s tal.

## Operativna zgodovina

### Uvedba
Prva enota, ki je dobila letala A-10, je bilo 355. taktično lovsko krilo (355th TFW) Vojnega letalstva ZDA, nastanjeno v zračnem oporišču Davis-Monthan v Arizoni, marca 1976. Prva enota, ki je dosegla polno bojno pripravljenost, pa je bilo 354. taktično lovsko krilo iz oporišča Myrtle Beach v Južni Karolini (1978). Postopoma so warthoge uvajali v različnih oporiščih v ZDA, Evropi in Južni Koreji. Mnogi lovski piloti, ki tradicionalno dajo veliko na hitrost in izgled svojih letal, novosti niso sprejeli z odobravanjem.
Leta 1987 je bila številnim warthogom dodeljena nova vloga usmerjanja zračnega ognja (Forward Air Control, FAC), ti so dobili oznako OA-10. OA-10 imajo običajno do šest nosilcev s 70-mm raketami Hydra z dimnimi konicami ali z belim fosforjem za označevanje ciljev. V vseh drugih pogledih so ta letala nespremenjena in imajo kljub novi oznaki enake bojne sposobnosti.

### Zalivska vojna in balkanske vojne
Prvič so bili warthogi uporabljeni v boju med zalivsko vojno leta 1991. Uničili so več kot 900 iraških tankov, 2000 drugih vojaških vozil in 1200 kosov topniškega orožja, s čimer so bili daleč najučinkovitejša letala, uporabljena v tej vojni. Dosegli so tudi prvi zračni zmagi, ko so s topom GAU-8 sestrelili dva iraška helikopterja. Med spopadom so bili sestreljeni štirje A-10 in dva OA-10, vsi z raketami zemlja-zrak, še trije pa so bili v boju tako poškodovani, da so jih morali po vrnitvi v oporišča odpisati (nekateri so bili dodatno poškodovani ob zasilnem pristanku). Skupno so imeli 95,7-odstotno razpoložljivost, izvedli so 8100 bojnih poletov in izstrelili 90 % vseh raket AGM-65 Maverick, izstreljenih v tem spopadu. Ker so se tako dobro izkazali, je kmalu po koncu zalivske vojne Vojno letalstvo ZDA opustilo zamisel zamenjave A-10 z neposredni zračni podpori prirejeno različico lovca F-16.
Med vojnami v nekdanji Jugoslaviji v Bosni in Hercegovini so skupno izstrelili okrog 10.000 30-milimetrskih granat. Med drugim so sodelovali v napadu na srbsko enoto, ki je zasegla težko orožje iz skladišča OZN v Ilidži, in uničili protiletalski top. Ko je avgusta 1995 zveza NATO začela z ofenzivo proti srbskim silam, so A-10 izvajali neposredno zračno podporo, konec septembra pa so jih znova prerazporedili v zračne patrulje.
Znova so bili A-10 v akciji nad Balkanom leta 1999 kot del Natove operacije Zavezniška sila na Kosovu. Najprej so leteli v podporo iskalnih in reševalnih misij, med drugim tudi v znameniti akciji reševanja sestreljenega pilota F-117, v kasnejših fazah operacije pa so dobivali vse več nalog napadanja kopenskih ciljev. Prvi uspešen napad so izvedli 6. aprila 1999 in ostali v akciji do zaključka spopadov konec junija 1999.

### Vojne v Afganistanu, Iraku in Libiji
V začetnih fazah ameriške invazije na Afganistan A-10 niso sodelovali, kasneje pa je bilo več eskadrilj vključenih v kampanjo proti Talibanom in Al Kaidi. Iz oporišč v Afganistanu in Pakistanu so pričeli delovati marca 2002, sodelovali so denimo v operaciji Anakonda in tudi kasneje v bojih proti ostankom islamskih sil.
20. marca 2003 se je pričela iraška vojna, v kateri je že od začetka delovalo 60 letal A-10 in OA-10. Iz poročila Vojnega letalstva je razvidno, da so imeli warthogi v času vojne 85-odstotno bojno pripravljenost, izstrelili pa so 311.597 granat. V boju je bil sestreljen samo en A-10. Izvedli so tudi 32 poletov, med katerimi so nad Irakom odmetavali propagandno gradivo.
Nadgrajeno različico A-10C so prvič uporabili v Iraku v tretji četrtini leta 2007, v 104. lovski eskadrilji Zračne nacionalne garde Marylanda. Digitalna avionika in komunikacijski sistemi so bistveno skrajšali čas iskanja in napada na cilj v vlogi neposredne zračne podpore. Skupno so warthogi izvedli 32 % vseh bojnih poletov med operacijama Iraška svoboda in Trajna svoboda. 
Med letoma 2009 in 2012 se je število bojnih poletov gibalo med 27.800 in 34.500 letno, v prvi polovici leta 2013 pa so izvedli še 11.189 poletov v Afganistanu. Od začetka leta 2006 do oktobra 2013 so izvedli 19 % vseh akcij neposredne zračne podpore, kar je več kot letala F-15E Strike Eagle in B-1B Lancer, a manj kot letala F-16.
Marca 2011 je bila 81. lovska eskadrilja, opremljena z letali A-10, poslana kot del operacije zahodne koalicije Odisejeva zora v Libijo, kjer je sodelovala v napadih na libijske kopenske in morske enote.

### Druga uporaba
25. marca 2010 je bil en A-10 uporabljen za preskus mešanice z biogorivom. V poletu nad zračnim oporiščem Eglin je bila uporabljena mešanica iz enakih delov standardnega kerozina JP-8 in ričkovega olja. 28. junija 2012 je postal A-10 prvo letalo, ki je letelo z novo mešanico alkoholnega goriva. To gorivo z oznako ATJ (Alcohol-to-Jet) pridobivajo iz celuloze v lesu, papirju, posušeni travi in drugih snoveh rastlinskega izvora, ki jo s fermentacijo predelajo v alkohole, te pa v letalsko gorivo.
Leta 2011 je Nacionalna znanstvena fundacija (National Science Foundation, NSF) podelila podiplomski mornariški šoli Vojne mornarice ZDA 11 milijonov USD vreden projekt za predelavo enega A-10 za raziskave vremena, kot nadomestilo za upokojeno letalo North American T-28 Trojan. Zaradi njegove robustnosti pričakujejo, da bo uspešno kljuboval ekstremnim razmeram, ki vladajo v nevihtnih oblakih na velikih višinah. Letalo naj bi bilo operativno do leta 2017, a je projekt obtičal zaradi visokih stroškov predelave in pomanjkanja vizije, iz njega pa je izstopila tudi mornariška šola. Delno predelani A-10 je zdaj shranjen v hangarju Nacionalnega centra za atmosferske raziskave brez jasnih načrtov o nadaljnjih korakih.

### Načrti za upokojitev
Prihodnost uporabe letal Fairchild Republic A-10 Thunderbolt II je trenutno negotova, v teku pa je tudi postopno zmanjševanje števila aktivnih letal. Že konec 1980. let so nastali prvi načrti njihove zamenjave z bolj vsestranskimi letali (takrat konkretno predelanimi F-16), a je prevladalo mnenje, da bi ta odločitev utegnila prizadeti taktično pripravljenost ameriške vojske.
Znotraj Vojnega letalstva sta se okrog tega vprašanja oblikovali dve struji: vrhovni poveljniki želijo z upokojitvijo flote A-10 privarčevati denar za nove projekte, predvsem večnamenskega lovca Lockheed Martin F-35 Lightning II, ki naj bi nadomestil A-10 v vlogi neposredne zračne podpore. Temu nasprotujejo oficirji nižjega ranga in kongresniki iz zveznih držav, kjer so letala nastanjena, ki izpostavljajo njegovo izjemno učinkovitost in zanesljivost ter vztrajajo, da je zaenkrat nenadomestljiv. Kritiki upokojevanja izpostavljajo tudi visoko in še naraščajočo ceno letal F-35, ki poleg tega trenutno ne bi zmogla opraviti toliko bojnih poletov, kar bi po njihovem mnenju predstavljalo velik korak nazaj v bojni pripravljenosti ameriške vojske.
Rezultat te dolgoletne bitke v ameriškem Kongresu so bili različni predlogi o prihodnosti A-10, od podaljšanja njegove operativne dobe do leta 2028 ali dlje, do takojšnjega zmanjšanja flote za skoraj tretjino. Novembra 2013 je bilo v uporabi še 320 warthogov ob načrtu za postopno zmanjšanje števila na 283 do konca leta 2016, predlogi za hitrejše zmanjševanje števila pa so bili za fiskalno leto 2015 zavrnjeni.

## Različice
YA-10APrototipna različica, 12 primerkov.
A-10AEnosedežna različica za neposredno zračno podporo in jurišno delovanje.
OA-10AA-10A za usmerjanje zračne podpore.
YA-10B N/AWPreskusni dvosedežnik za delovanje ponoči in v slabem vremenu. Edini primerek je bil predelan iz enega od A-10A.
A-10CLetala A-10A, nadgrajena v programu Precision Engagement (PE).
A-10 PCASPredlagana različica za precizno neposredno zračno podporo (Precision Close Air Support, PCAS), ki jo razvijata podjetji Raytheon in Aurora Flight Sciences v okviru programa agencije DARPA. Sprva je bil v načrtu tudi razvoj brezpilotnega načina, kasneje pa so se preusmerili na zunanje upravljanje warthogovih orožij. Namen je omogočiti izvidnikom na tleh neposredno proženje in vodenje bomb in raket, ki jih nosi letalo, kar bi bistveno skrajšalo čas posredovanja.
civilni A-10Predlagana predelava v znanstvene namene kot zamenjava za letalo North American T-28 Trojan, s katerim Višja šola za rudarstvo in tehnologijo Južne Dakote preučuje nevihtne oblake.

## Uporabniki
Vojno letalstvo Združenih držav Amerike in njegovi rezervni sestavi, Poveljstvo rezervnih letalskih sil (Air Force Reserve Command, AFRC) ter Zračna nacionalna garda (Air National Guard, ANG), so edini uporabniki letal A-10. Septembra 2011 je bilo v uporabi 345 letal vseh različic, od tega 191 v aktivni službi, 106 pri ANG in 48 pri AFRC. To število je novembra 2013 znašalo 320, saj USAF zmanjšuje floto s hitrostjo približno dve letali na mesec. Leta 2011 so bila v uporabi v naslednjih enotah:
Vojno letalstvo Združenih držav Amerike
Taktično zračno poveljstvo 1977–1992
Poveljstvo za zračno bojevanje 1992–danes
- 23. krilo - Moody Air Force Base, Georgia

74. lovska eskadrilja
75. lovska eskadrilja
- 51. lovsko krilo - Osan Air Base, Južna Koreja

25. lovska eskadrilja
- 53. krilo - Eglin Air Force Base, Florida

422. eskadrilja za testiranje in evaluacijo (Nellis Air Force Base, Nevada)
- 57. krilo - Nellis Air Force Base, Nevada

66. orožna eskadrilja
- 355. krilo - Davis-Monthan Air Force Base, Arizona

354. lovska eskadrilja
357. lovska eskadrilja
358. lovska eskadrilja
Zračna nacionalna garda
- 122. lovsko krilo - Fort Wayne, Indiana

163. lovska eskadrilja
- 124. lovsko krilo - Zračni terminal Boise, Idaho

190. lovska eskadrilja
- 127. krilo - Selfridge ANGB, Michigan

107. lovska eskadrilja
- 175. krilo - Martin State Airport, Maryland

104. lovska eskadrilja
- 188. lovsko krilo - Fort Smith, Arkansas

184. lovska eskadrilja
Poveljstvo rezervnih letalskih sil
- 442. lovsko krilo - Whiteman Air Force Base, Misuri

47. lovska eskadrilja (Davis-Monthan AFB, AZ)
303. lovska eskadrilja
- 476. lovska skupina (Associate) - Moody AFB, Georgia

76. lovska eskadrilja
- 924. lovska skupina (Associate) - Davis-Monthan AFB, Arizona

45. lovska eskadrilja

## Specifikacije (A-10A)
Podatki so iz knjig The Great Book of Modern Warplanes in Fairchild-Republic A/OA-10 ter preglednice USAF.
Splošne
- Posadka: 1
- Dolžina: 16,26 m
- Razpon kril: 17,53 m
- Višina: 4,47 m
- Površina kril: 47,0 m²
- Aerodinamični profil kril: koren NACA 6716, konica NACA 6713
- Neto teža: 11.321 kg
- Bruto teža: 13.782 kg
Pri nalogah neposredne zračne podpore: 21.361 kg
Pri protioklepnem delovanju: 19.083 kg
- Največja vzletna masa: 23.000 kg
- Pogon: dva turboventilatorska motorja General Electric TF-34-GE100 s po 4112 kg (40,32 kN) potiska
- Kapaciteta notranjih rezervoarjev goriva: 4.990 kg

Zmogljivost
- Nepresegljiva hitrost: 450 vozlov (833 km/h) na 1.500 m višine z 18 bombami Mk 82.[100]
- Maksimalna hitrost: 381 vozlov (706 km/h) tik nad morsko gladino[99]
- Potovalna hitrost: 300 vozlov (560 km/h)
- Hitrost porušenja vzgona: 120 vozlov (220 km/h)
- Bojni radij:
Pri nalogah neposredne zračne podpore: 250 nmi (460 km) z 1,88 ure zadrževanja nad bojiščem na višini 1500 m in 10 minutami boja
Pri protioklepnem delovanju: 252 nmi (467 km) s ciljem v višini morske gladine in 30 minutami boja
- Največji doseg: 2.240 nmi (4.150 km) z vetrom v prsi hitrosti 50 vozlov (90 km/h) in 20 minutami rezerve
- Višina leta: 13.700 m
- Vzpenjanje: 30 m/s
- Obtežitev kril: 482 kg/m²
- Razmerje potisk/teža: 0,36

Oborožitev
- Top: 1× rotirajoči 30-mm top GAU-8/A Avenger z 1.174 naboji (največja kapaciteta 1.350)
- Nosilci: 11 (8 pod krili in 3 pod trupom) s kapaciteto 7.260 kg za naslednje kombinacije tovora:
  - Nevodljive rakete: 
    - 4× raketni nosilci LAU-61/LAU-68 (vsak z 19 oz. 7 raketami Hydra 70)
    - 4× raketni nosilci LAU-5003 (vsak z 19 70-mm raketami CRV7)
    - 6× raketni nosilci LAU-10 (vsak s 4 127-mm raketami Zuni)

  - Vodljive rakete:
    - 2× raketa zrak-zrak AIM-9 Sidewinder
    - 6× raketa zrak-zemlja AGM-65 Maverick

  - Bombe:
    - nevodljive železne bombe serije Mark 80 ali
    - zažigalne bombe Mk 77 ali
    - kasetne bombe BLU-1, BLU-27/B Rockeye II, Mk20, BL-755 in CBU-52/58/71/87/89/97 ali
    - lasersko vodene bombe serije Paveway ali
    - Joint Direct Attack Munition (A-10C) ali
    - Wind Corrected Munitions Dispenser (A-10C)

  - Drugo
    - metalec svetlobnih/infrardečih vab SUU-42A/A in radarskih vab ali
    - komplet za elektronske protiukrepe AN/ALQ-131 ali AN/ALQ-184 ali
    - komplet za ciljanje Lockheed Martin Sniper XR ali LITENING (A-10C) ali
    - 2× zunanji rezervoar za gorivo Sargent Fletcher

Avionika
- laserski sledilnik AN/AAS-35(V) Pave Penny (pritrjen na desni strani pod pilotsko kabino) za proženje lasersko vodenih bomb Paveway
- Head-up display (HUD)